# La schiava di Roma
La schiava di Roma (bra: A Escrava de Roma) é um filme italiano de 1961, do subgênero peplum, dirigido por Sergio Grieco e Franco Prosperi.

## Sinopse
Durante a invasão da Gália, por Júlio César, Marco Valério é enviado para castigar uma tribo gaulesa que quebrara seu tratado com os romanos. Nessa jornada, ele conhece Antea, filha do chefe da tribo, assassinado à traição. Entre o romano e a gaulesa nasce um romance de amor que irá influir no rumo dos acontecimentos.

## Elenco
- Rossana Podestà... Antea
- Guy Madison... Marco Valério
- Mario Petri... Lysirco
- Giacomo Rossi-Stuart... Cláudio
- Raf Baldassarre... Lúcio